# Battahuis

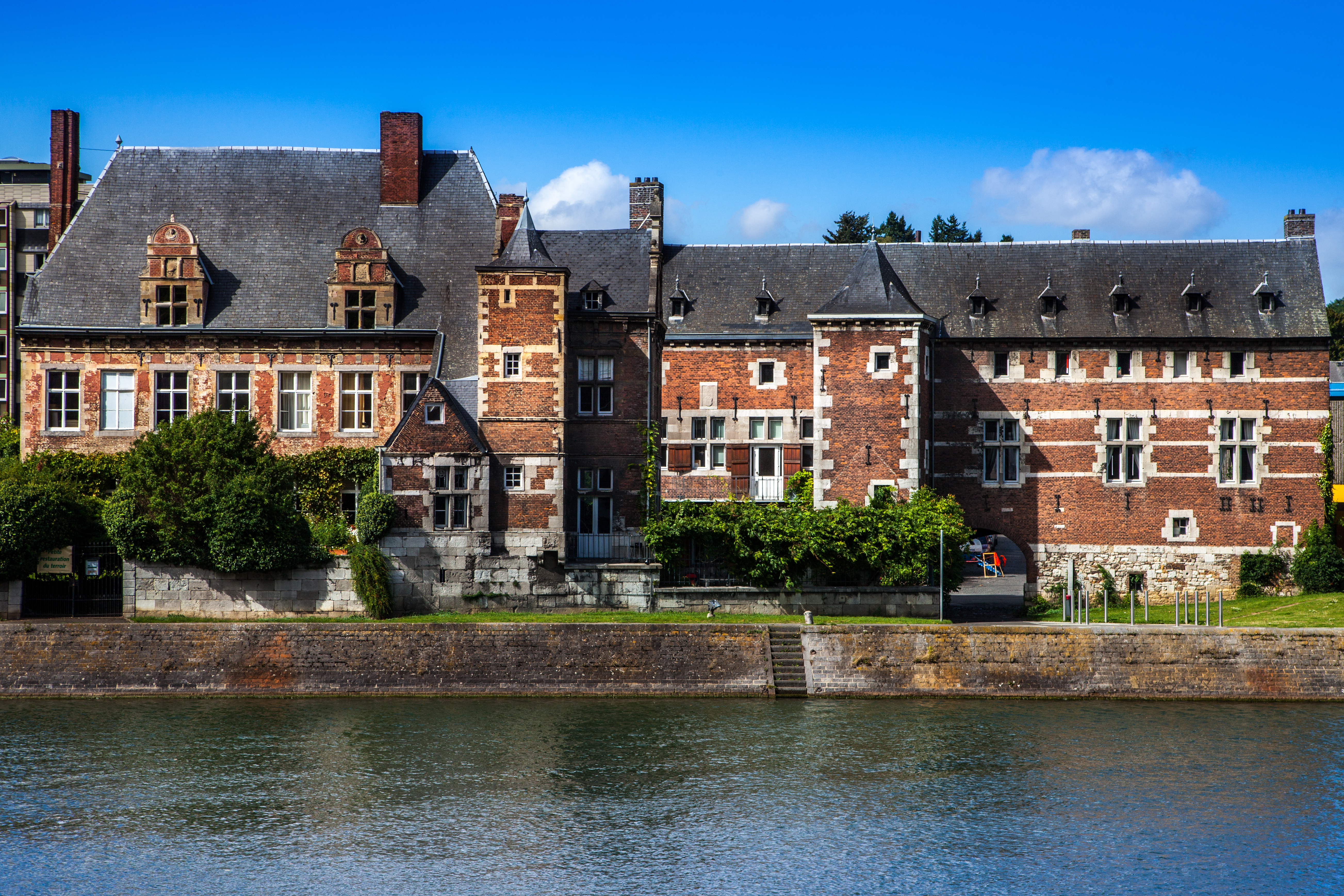
Batta Huis in Hoei

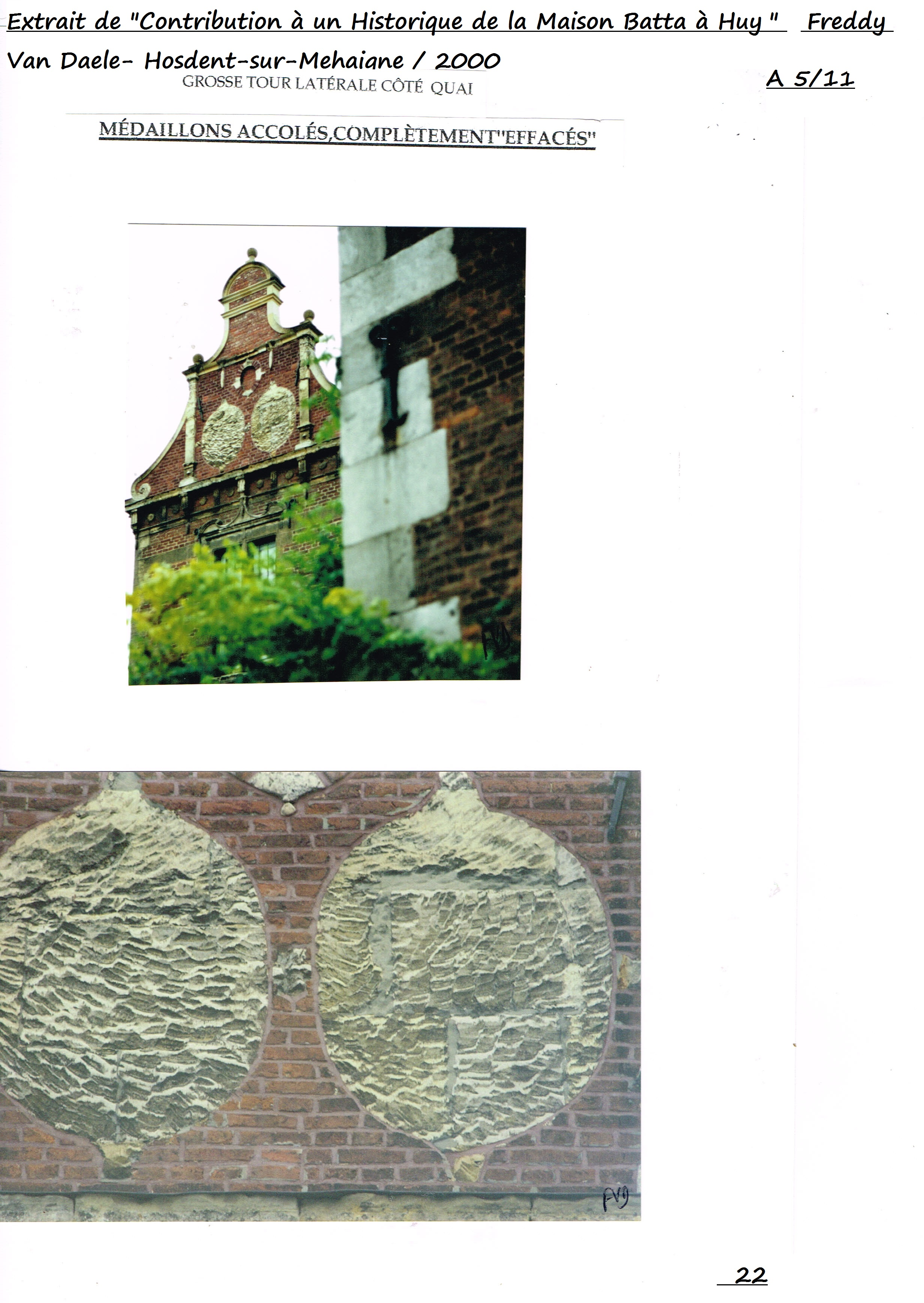
Stuk geslagen wapenschilden (Franse Revolutie)

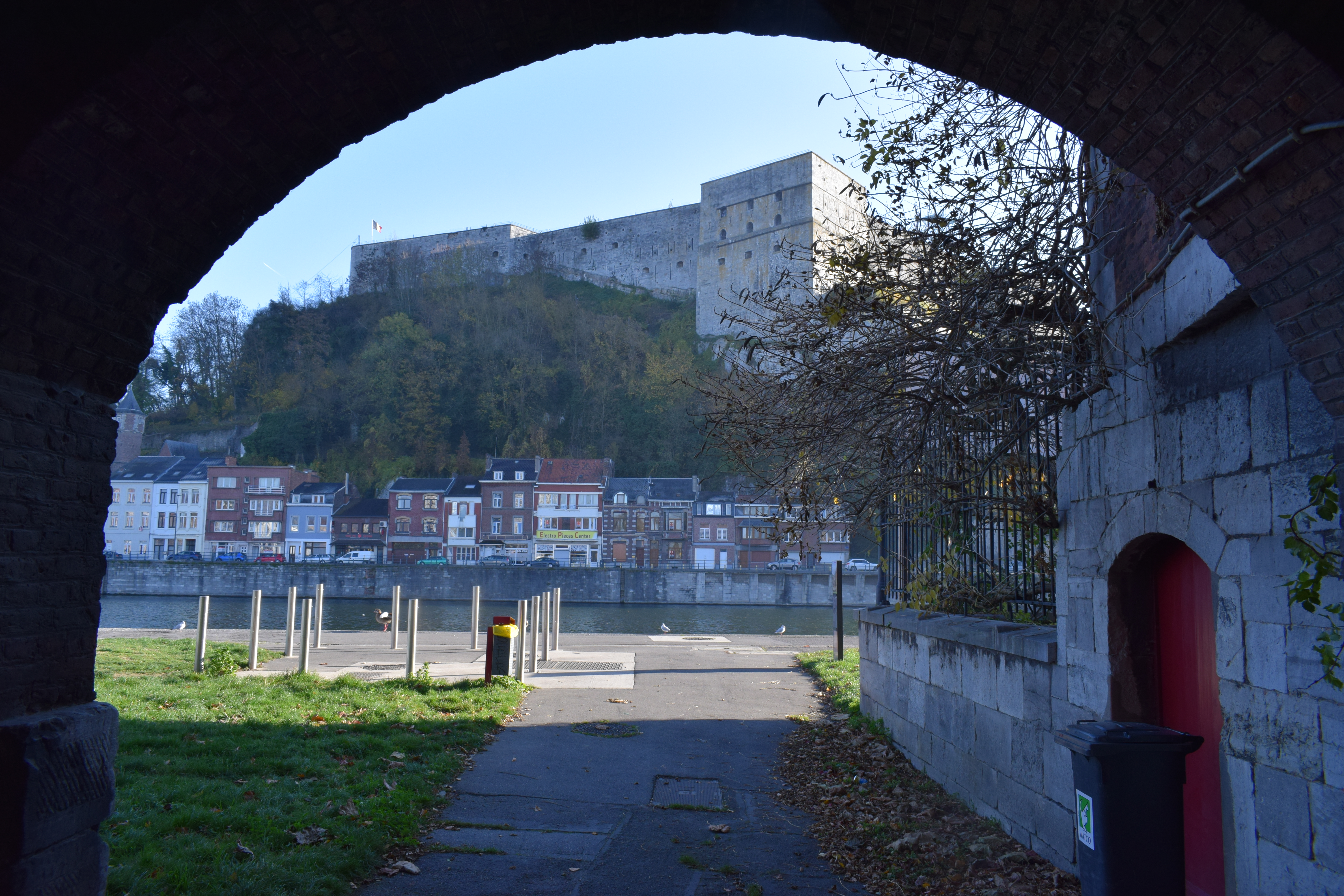
Overwelfde doorgang naar de Maas, met het Hollands Fort aan de overkant

Het Battahuis (Frans: Maison Batta) van Hoei (België) was destijds het refugiehuis (1585-1794) van de cisterciënzers van de Abdij van Val-Saint-Lambert. Het Batta Huis is gelegen in de Avenue de Batta in de stad Hoei, aan de rand van de Maas.

## Historiek
Voor de Franse Revolutie behoorden de stad Hoei en de abdij van Val-Saint-Lambert in Seraing tot het prinsbisdom Luik. De monniken van Val-Saint-Lambert bezaten een refugiehuis, vanwaaruit ze hun bezittingen in de omgeving konden beheren. Het eerste refugiehuis bestond zeker al voor het jaar 1235. Het was gelegen aan de linkeroever van de Maas. Het droeg toen al de naam Huis Batta. Het Battahuis was een van de twaalf refugiehuizen die het middeleeuwse Hoei rijk was.
In 1585 bouwden de monniken een tweede refugiehuis Batta, op dezelfde plek. Het werd een hoog gebouw, met 2 etages, in Frans-Italiaanse renaissancestijl. Dit is het hoogste gebouw van het huidige gebouwencomplex. Het oudste gebouw bevatte de logeervertrekken van de monniken. In de oude keuken staat een ruime schoorsteen met talrijke versieringen.
De bouw van de toren in L-vorm volgde, in Vlaamse renaissancestijl, alsook van enkele zijgebouwtjes en een ommuurde tuin (vanaf 1615). In 1643 liet abt Michel Taxilis een nieuwe vleugel aanbouwen, minder hoog als de oudste vleugel. Er kwamen ook een vierkante toren en een kapel bij. De stijl van het gebouwencomplex wordt algemeen omschreven als Maaslandse renaissance.
Op het gelijkvloers van de 17e-eeuwse vleugel bevindt zich een gelijkvloerse doorgang onder het gewelf. Hieronder konden de monniken doorlopen naar de Maas, waar een bruggetje de verbinding maakte met het stadscentrum op de rechteroever. Het bruggetje bestaat vandaag niet meer.
Met de Franse Revolutie en de Luikse Revolutie werden de monniken verjaagd (1794). De revolutionairen vernietigden de wapenschilden van abten die aan de buitenmuur prijkten. Hiervan resten alleen nog de lege medaillons. In 1796 hield de abdij van Val-Saint-Lambert op te bestaan.
Sinds de 19e eeuw is het Battahuis in privéhanden; het is niet te bezichtigen.
In 1940 blies een bom een deel van de oudste vleugel weg, aan de straatkant. Dit werd onmiddellijk na de oorlog hersteld. In 1954 werd het Battahuis beschermd erfgoed van Wallonië.